# 若月貴代
若月貴代（わかつき たかよ、1986年12月19日 - ）は、元東日本放送のアナウンサー。

## 人物
静岡県富士市出身。
聖心女子大学を卒業後、2009年4月、東日本放送に入社し、2016年3月に退社。
同期入社には、現在フリーアナウンサーの内田敦子がいる。
2017年2月現在、福岡で活動中。

## 過去の担当番組
- おすすめ5ch!（番宣番組）
- KHBニュース
- とうほく元気です!TV（アシスタント）
- 朝だ!生です旅サラダ（リポーター）
- 突撃!ナマイキTV（リポーター、水曜MC）
- 高校野球ハイライト宮城大会(2009年～)
- ナマイキサタデー（MC）